# You Are My Sunshine
You Are My Sunshine je britský hraný film z roku 2021, který režíroval David Hastings podle vlastního scénáře.

## Děj
Joe a Tom spolu žijí již přes 40 let. Joe má narozeniny a připravuje se na setkání se svou sestrou Ethel, která stále odmítá přijmout jeho sexuální orientaci, a se svým synovcem Johnem. Při tom vzpomíná na 70. léta, kdy se s Tomem poprvé potkali. Tom žil bez rodiny a skrýval svoji orientaci. Joe byl rezervovaný a plachý a žil s otcem a sestrou. Po dvou letech jejich utajovaný vztah vyšel najevo a oba město opustili. Joe by rád po letech urovnal svůj vztah se sestrou, ale neví jak. Teprve zpráva od lékaře o jeho zdravotním stavu mu dodá odvahu.

## Obsazení
| Charles O'Neill    | Joe         |
| Ernest Vernon      | Tom         |
| Jack Knight        | mladý Joe   |
| Steve Salt         | mladý Tom   |
| Simon Bamford      | Joeův otec  |
| Jonathan Butler    | John        |
| Charlie Clarke     | Ethel       |
| Kiah Reeves        | Mavis       |
| Rosemary Manjunath | mladá Ethel |
| Dale Roberts       | pan Gibson  |